# Клішковецька сільська територіальна громада
Клішковецька  територіальна громада — територіальна громада в Україні, у Дністровському районі Чернівецької області. Адміністративний центр — село Клішківці.
Площа громади — 72,62 км², населення — 7060 мешканців (2018).
Утворена в рамках адміністративно-територіальної реформи 2015 року. До складу громади ввійшли Клішковецька та Полянська сільські ради Хотинського району, які 12 серпня 2015 року ухвалили рішення про добровільне об'єднання громад. 14 серпня утворення громади затверджене рішенням обласної ради.
Відповідно до розпорядження КМУ Про визначення адміністративних центрів та затвердження територій територіальних громад Чернівецької області до громади увійшли:
Клішковецька сільська рада (село Клішківці, село Млинки), Полянська сільська рада (село Поляна), Малинецька сільська рада (село Малинці), Перебиковецька сільська рада (село Перебиківці, село Зелена Липа), Рухотинська сільська рада (село Рухотин, село Блищадь, село Гринячка, село Корнешти), Санковецька сільська рада (село Санківці), Шиловецька сільська рада (село Шилівці).

## Населені пункти
До складу громади входять 12 сіл: 
| Населений пункт | Населення |
| --------------- | --------- |
| Блищадь         | 109       |
| Гринячка        | 124       |
| Зелена Липа     | 346       |
| Клішківці       | 5334      |
| Корнешти        | 133       |
| Малинці         | 1827      |
| Млинки          | 397       |
| Перебиківці     | 1860      |
| Поляна          | 995       |
| Санківці        | 805       |
| Рухотин         | 333       |
| Шилівці         | 2471      |